# Sázka (Zalužany)
Sázka (též Sázky, německy Sarka) je osada, součást obce Zalužany v okrese Příbram. Nachází se asi 18 km jihovýchodně od Příbrami.
V Sázce je registrováno 21 čísel popisných. Západně od ní prochází silnice I/4, nelze se na ni však ze Sázky dostat, protože je zde zákaz vjezdu. Nachází se zde kříž, nedaleko je též hřbitov a rybníky Sázka a Nový rybník.
Osada začala vznikat po roce 1780 jako skupina domkařských chalup severně od Zalužan.